# کوه خائو نام نانگ
کوه خائو نام نانگ (به لاتین: Khao Nom Nang) یک کوه در تایلند است که در استان کانتچانابوری واقع شده‌است. کوه خائو نام نانگ ۷۵۲ متر بالاتر از سطح دریا واقع شده‌است.